# Noriyuki Abe
Noriyuki Abe (阿部 記之, Abe Noriyuki) est un réalisateur de série d'animation (anime) né le 19 juillet 1961 au Japon. 
Ses réalisations sont pour la plupart du type shōnen et plus spécialement du sous-genre Nekketsu comme Yū Yū Hakusho ou Bleach. On notera l'exception de Tokyo Mew Mew, du genre Magical girl. 

## Biographie
Après avoir fait des études d'architecture à l'université de Waseda, Noriyuki Abe commence sa carrière dans l'animation en intégrant le Studio Pierrot en 1986. Il acquit pour la première fois le poste de Storyboarder sur la série Norakuro-Kun en 1987 et travaille par la suite sur de nombreuses séries de Pierrot comme Heisei Tensai Bakabon (1990) ou encore Marude Dameo (1991-1992). En octobre 1992, Abe fait ses premiers pas à la réalisation avec Yū Yū Hakusho qui connaitra un vif succès et sera dérivé en deux films en 1993 et 1994 qu'Abe réalisera également. Par la suite, Abe va réaliser de nombreuses série du genre shōnen comme Ninku (1995-1996), Flame of Recca (1997-1998) ou encore Great Teacher Onizuka (1999-2000). 
Ses réalisations vont permettre au studio Pierrot de devenir un spécialiste du genre shōnen alors qu'auparavant le studio était principalement connu pour ses séries de Magical girl comme Creamy, merveilleuse Creamy (1983-1984) ou encore pour ses comédies romantiques comme Max et compagnie (1987-1988). Il est au début des années 2000 l'un des plus importants réalisateurs du studio, avec Tsuneo Kobayashi et Hayato Date. 
En 2001, Noriyuki Abe fait une courte pause d'un an, ne réalisant que des storyboards puis repart à la réalisation sur la série magical girl Tokyo Mew Mew (2002-2003), genre dont il est peu habitué. Dès l'année suivante, Abe renoue avec le genre shōnen avec Détective Academie Q (2003-2004) et surtout en 2004 avec Bleach. Cette série connait un important succès lié à celui du manga original et est même adapté en quatre longs métrages réalisés par Abe.

## Filmographie

### Séries télévisées
- Norakuro-Kun (oct 1987 - oct 1988) - Storyboard (ep 42), directeur d'épisode[Quoi ?] (ep 28,42)
- Heisei Tensai Bakabon (janv 1990 - déc 1990) - Storyboard (ép 11,17,22,26,31,36,37,40,41,44), directeur d'épisode (ep 1,11,17,22,26,31,36,37,40,41,44)
- Karakuri Kengō Den Musashi Lord (oct 1990 - sept 1991) - Storyboard, directeur d'épisode
- Ore wa Chokkaku (janv 1991 - oct 1991) - Storyboard (ep 8), directeur d'épisode (ép 8)
- Marude Dameo (nov 1991 - sept 1992) - Storyboard
- Honou no Toukyuuji Doge Danpei (oct 1991 - sept 1992) - Storyboard, directeur d'épisode
- Yū Yū Hakusho (oct 1992 - janv 1995) - Réalisateur
- Metal Fighter Miku (juil 1994 - sept 1994) - Storyboard (ep 4), directeur d'épisode (ep 4)
- Ninku (janv 1995 - fév 1996) - Réalisateur, storyboard (ep 1,7,13,29,34,36,47,49,50), directeur d'épisode (ep 1,13,24,29,36,50)
- Midori no makibao (mars 1996 - juil 1997) - Réalisateur, directeur d'épisode
- Flame of Recca (juil 1997 - juil 1998) - Réalisateur, storyboard, directeur d'épisode
- Saber Marionette J to X (oct 1998 - mars 1999) - Storyboard (ep 16)
- Trigun (avr 1998 - sept 1998) - Storyboard (ep 15)
- Chiisana Kyojin Microman (janv 1999 - déc 1999) - Réalisateur
- Great Teacher Onizuka (juin 1999 - sept 2000) - Réalisateur
- Gakkō No Kaidan (oct 2000 - mars 2001) - Réalisateur
- Gals! (juil 2001 - sept 2002) - Storyboard (ep 5,8)
- Hajime no Ippo (oct 2000 - mars 2002) - Storyboard (ep 66)
- Final Fantasy: Unlimited (oct 2001 - mars 2002) - Storyboard (ep 6)
- Kaze no Yojimbo (oct 2001 - mars 2002) - Storyboard (ep 12)
- Tokyo Mew Mew (avr 2002 - mars 2003) - Réalisateur, storyboard (ep 1,7,26,43), directeur d'épisode (ep 1,5,17,26,32)
- Détective Academie Q (avr 2003 - mars 2004) - Réalisateur
- Bleach (oct 2004 - mars 2012) - Réalisateur, storyboard (ep 1,3,8,26,32,64,68,135,169, etc.), directeur d'épisode (ep 1,14,39,58,125,132, etc.)
- Black Butler: Book of Circus (juillet 2014 - septembre 2014) - Réalisateur, storyboard (ep 1,2,10),directeur d'épisodes (ep 1,2)
- Les Chroniques d'Arslân (avril 2015 - août 2016) - Réalisateur
- Boruto: Naruto Next Generations (2017 - 2019 - en cours) - Réalisateur général

### Films
- Yū Yū Hakusho - Film 1 (1993)
- Yū Yū Hakusho - Film 2 (1994)
- Ninku - le film (1996)
- Bleach: Memories of Nobody (2006)
- Bleach: The Diamond Dust Rebelion - L'autre Hyorinmarû (2007)
- Bleach: Fade to Black - Kimi no Na o Yobu (2008)
- Bleach: Hell Verse (2010)

### OAV
- Starship Girl Yamamoto Yohko (1997) - Storyboard (ep 1)
- Tenamonya Voyagers (1999) - Storyboard (ep 3,4), directeur d'épisode
- Black Butler: Book of Murder (octobre-novembre 2014) - Réalisateur (2 OAV)